# Sawai Naoto
Naoto Sawai (澤井 直人 (Trạch-Tỉnh Trực-Nhân) Sawai Naoto, sinh ngày 3 tháng 4 năm 1995 ở Chiba) là một cầu thủ bóng đá người Nhật Bản thi đấu cho Tokyo Verdy.

## Sự nghiệp thi đấu
Sawai gia nhập câu lạc bộ tại J2 League Tokyo Verdy năm 2014.

## Thống kê câu lạc bộ
Cập nhật đến ngày 23 tháng 2 năm 2016.
| Thành tích câu lạc bộ | Thành tích câu lạc bộ | Thành tích câu lạc bộ | Giải vô địch | Giải vô địch | Cúp                   | Cúp                   | Tổng cộng | Tổng cộng |
| Mùa giải              | Câu lạc bộ            | Giải vô địch          | Số trận      | Bàn thắng    | Số trận               | Bàn thắng             | Số trận   | Bàn thắng |
| Nhật Bản              | Nhật Bản              | Nhật Bản              | Giải vô địch | Giải vô địch | Cúp Hoàng đế Nhật Bản | Cúp Hoàng đế Nhật Bản | Tổng cộng | Tổng cộng |
| --------------------- | --------------------- | --------------------- | ------------ | ------------ | --------------------- | --------------------- | --------- | --------- |
| 2014                  | Tokyo Verdy           | J2 League             | 23           | 1            | 1                     | 0                     | 24        | 1         |
| 2015                  | Tokyo Verdy           | J2 League             | 33           | 1            | 2                     | 0                     | 35        | 1         |
| Tổng cộng sự nghiệp   | Tổng cộng sự nghiệp   | Tổng cộng sự nghiệp   | 56           | 2            | 3                     | 1                     | 59        | 3         |